# الدفاع اللفظي عن النفس
الدفاع اللفظي عن النفس (بالإنجليزية: verbal self-defense)، أو يسمى الجودو أو الأيكيدو اللفظي، ويُعرف بأنه استخدام أحدهم لكلماته لمنع محاولة اعتداء أو إحباطها أو إنهائها.
وهي وسيلة استخدام الكلمات للحفاظ على السلامة النفسية والعاطفية. هذا النوع من «إدارة الخلاف» يتضمن استخدام لغة الجسد ووضعياته، ونبرة الصوت وانتقاء الكلمات كوسيلة لتهدئة وضع متأجج محتمل قبل أن يفضي إلى عنف جسدي. كما ويتضمن غالبا بعض التقنيات مثل أخذ استراحة قصيرة، و/أو تغيير مجرى المحادثة إلى مواضيع أقل جدلا، و/أو توجيه الحديث إلى أطراف آخرين في المجموعة ممن يعنيهم الأمر بدرجة أقل حدّة.

## النظرة العامة
وضع خبراء الدفاع اللفظي تعاريف متباينة بصورة واسعة حول ماهيّة الدفاع اللفظي عن النفس وكيفية تطبيقه. هذه التعاريف تشمل كل شيء بدءا بقول أحدهم لا ببساطة، أو رفض طلب ما مرارا وتكرارا، إلى إخبار شخص قام بتجاوزالحدود الشخصية ما يتحتم عليه/ها معرفته، بل وحتى أنها قد تشمل سيناريو أكثر تعقيدا يُطلَب فيها من شخص ما أن يرفض الخوض في حديث مع شخص مراوغ، وأن يضع حدودا لا ينبغي تخطّيها، وأن يُنهي المحادثة.
وتتّفق كل التعاريف دائما على أنّ الدفاع اللفظي عن النفس أمر ضروري باعتباره وسيلة من وسائل فرض الحدود الشخصية، وجزء من تعلّم هذه المهارات يشمل تعلم كيفيّة تعيين ما قد يثير الحفيظة في المحادثة والذي من شأنه أن يجعل أحدهم يعيش تجربة سيئة تنعكس سلبا على مشاعره وفي أحيان أخرى ما الذي تمثله هذه المثيرات بالنسبة للقيم الشخصية التي يكسرها المحاور.
وتتباين أصناف المحادثات المسيئة التي وُضع الدفاع اللفظي عن النفس لإقراراها والتعامل معها على نحو واسع. وهي تشمل أنواع الإساءة غير المباشرة مثل الكلام المبطّن واغتياب أحدهم أو منافقته، بالإضافة إلى أنواع أخرى من الإساءة أكثر شيوعا كالصراخ والازدراء والتنابز بالألقاب. كما أن التصرفات المسيئة التي يُعنى فن الدفاع اللفظي عن النفس بتناولها قد تتوسع لتشمل صورا معروفة على نطاق أكبر مثل أخذ الوضعيات العدوانية (أخذ وضعية تهديد أو القيام بإشارات تهديدية)، والتدخل الجسمي في الممتلكات الشخصية، واقتحام المساحة الخاصة للشخص على نحو غير لائق.

## العناصر الرئيسة
ويعددّ معظم من يؤلفون كتبا وينشرون مقالات في موضوع الدفاع اللفظي عن النفس عناصر أساسية شتى لتعزيز مهارات الدفاع اللفظي:
•	المقدرة على تمييز الأشخاص والمواقف و/أو السلوكيات التي تولّد مشاعر مؤذية، مثل الخوف، والشعور بالنقص والخزي أمر مهم لمعرفة متى ينبعي للشخص أن يطبق أساليب ووسائل الدفاع اللفظي.
•	التحكم في كيفية الاستجابة إلى الخلاف ذهنيا وعاطفيا على حد سواء أمر أساسي لتطبيق مهارت الدفاع تطبيقا صحيحا فاعلا.
•	المعرفة العامة المسبقة بما ينبغي قوله تعود بالنفع الكثير لمن ينتهج أسلوب الدفاع اللفظي عن النفس. بل حتى أن بعض الكُتّاب قد بلغ بهم الأمر إلى حد اقتراح تعابير جاهزة للناس ليستخدموها ضد المحاورين العنيفين لفظيا.

## جدلية الدفاع اللفظي عن النفسوالإقناع
تتباين وجهات نظر المؤلفين والمدربين المهنيين الذين يقدمون حلقات وورش عمل في الدفاع اللفظي عن النفس فيما إذا كان الدفاع اللفظي عن النفس شكلا من أشكال «الإقناع» وما إذا كان ينبغي اعتبار «العواقب» للمحاورالمهاجم عنصرا رئيسيا أم لا.

### الإقناع مقابل الدفاع عن النفس
وفي مجال الدفاع اللفظي عن النفس، فإنّ العنصر الوحيد الذي لم يُتّفق عليه كليا هو كون الإقناع أحد أساليب الدفاع اللفظي عن النفس أم لا، ويؤكد العديد من الكتّاب بوضوح أن الدفاع اللفظي عن النفس يعد وسيلة لإقناع الآخرين بيد أن الكثير من الكتب الحديثة التي كتبت في هذا الموضوع انتقدت هذه الفكرة المسلم بها غالبا.
ويفرّق التعريف الحديث للدفاع اللفظي عن النفس بينه وبين الإقناع، فيضع الأخير في فئة مستقلة. وينص على أن أساليب الدفاع اللفظي ينبغي أن تكون أكثر تماشيا مع مفهوم الدفاع الجسدي عن النفس. وتثير هذه الفكرة المأخوذة من أيديولوجيات الفنون الحربية الاعتقاد بأن الدفاع اللفظي عن النفس ينبغي ألا يستخدم إلا للحفاظ على سلامة الفرد العقلية والعاطفية. أما بالنسبة لموقف حماية الذات أثناء النزاع اللفظي ومحاولة حماية المهاجم أيضا فقد طُرحت الفكرة في الأيكيدو اللفظي والذي يهدف إلى تحقيق نتيجة موزونة أو تعاونية حيث يمكن للمهاجم أن يحفظ ماء وجهه.
وكما أن ممارسي الفنون القتالية لن يستخدم مهاراته ضد شخص لا يشكل لهم أي تهديد، فبالمثل، على ممارسي فن الدفاع اللفظي عن النفس ألا ينظروا لمهاراتهم على أنها وسيلة للتأثير على الآخرين. والمسألة هي أن الدفاع اللفظي عن النفس و«التلاعب اللفظي» ليسا نفس الشيء، غير أن مؤيدي استخدام الدفاع اللفظي عن النفس للتأثير على الآخرين وتوجيههم يجادلون بأنه يمكن استخدام مهارات الإقناع لضمان سلامة الفرد العقلية والعاطفية.

### العواقب
ولا تزال مسألة الحاجة إلى وسائل للتأكيد على «التبعات» على الناس كونها مطلب أساسي لفاعليّة الدفاع اللفظي عن النفس موضع نقاش. وتقريبا يُضمّن كل مؤلف في هذا الموضوع طرقا للتعامل مع العدوان غير الجسدي دون أن تنعكس سلبا على المهاجم في حال لم يتم حل النزاع وديا.
يعد البعض فكرة أن تكون هناك عواقب للتنمر هي الأساس فيما يتعلق تحديدا بالدفاع اللفظي عن النفس في المدارس حيث يكون تركيز الآخرين على العقاب أقل وينصبّ تركيزهم بدلا من ذلك على كيفية التعامل مع المعتدي بطرق أكثر إيجابية. وعلى الرغم من أنه لم يبدأ خبراء هذا المجال الخوض في الحديث عن هذا الموضوع إلا منذ عهد حديث، فإنه لا يزال يُنظر إلى الموضوع من حيث مدى الأهمية التي ستحوزها العواقب في التعامل مع الصراعات بين الأفراد عند اللجوء إلى الدفاع اللفظي عن النفس.

## نُهُج مشتركة
يعرض الكُتّاب الرائدون في مجال الدفاع اللفظي عن النفس وأساليب التواصل الدفاعية عددا من التقنيات المختلفة لتهدئة وضع مضطرب محتمل و/أو حالة نزاع تعسفية.

### التجنب
```
تمييز المواقف التي من المرجح أن تفضي إلى نزاع لفظي أو إساءة والسعي إلى تجنبها.
```

### الانسحاب
```
اختلاق عذر ما ومغادرة المكان عند التورط في جدال أو موقف نزاع أو التعرض لهجوم كلامي.
```

### تغيير المسار
تغيير الموضوع أو تحويل التركيز أثناء الحوار وسيلة لتجنب أي خلاف أو رد فعل سلبي من جهة المعتدي.

### التسوية
اقتراح الأفكار بشكل صريح والتماس السبل الكفيلة بإرضاء المهاجم و/أو أسباب الحوار المسيء.

### الأيكيدواللفظي
أحد وسائل الاتصال التي تستند إلى فلسفة الأيكيدو والفنون القتالية، أسسها ونشرها موريهيه أويشيبا خلال القرن العشرين. وهو أسلوب إدارة النزاع وحسم الخلاف بطريقة تتطلب معاملة «المهاجم» بوصفه زميلا لا خصما. ويهدف ممارسو الأيكيدو بانتهاج هذه التقنية إلى إعادة الحيوية المتوازنة للعلاقات بين الأفراد و/أو توليد شعور إيجابي في المقابل.
ويمكن تبسيط الأيكيدو إلى ثلاث خطوات وفقا لأسلوب لوك آرتشر  الموحد للتدريس:
1.	تلقّي الهجوم بابتسامة داخلية (ثقة داخلية هادئة).
2.	الانتقال بالمهاجم إلى الارمي irimi اللفظي (تقنية الدخول المباشر) حتى يضطرب الاستقرار.
3. تقديم الآي كي Ai-Ki (طاقة توازن).
يتعلم ممارس الأيكيدو من خلال الأساليب والرياضات التي يتعلمها أثناء التدريب كيف يقوي من قدرته على ضبط النفس، ويطور أسلوب تواصل جريء وغير عدائي، ويتدرب على تطبيق النوايا المتأنية والمدروسة.

## تطبيقات
لقد زاد الوعي حديثا بأهمية فن الدفاع اللفظي عن النفس نتيجة التغطية لحوادث التنمر في مكان العمل  وملاعب الأطفال  في الأخبار الصحفية ومواقع الشبكة العنكبوتية وإظهار ارتفاع معدل حدوثها. وباعتبارها شكلا من أشكال التواصل وأحد وسائل التصدّي للتوجهات غير اللائقة خلقيا، أضحت مهارة الدفاع اللفظي عن النفس مهارة منشودة في المدارس وأماكن العمل في كل أنحاء العالم.
وقد أدى تزايد وقوع حوادث إطلاق النار في المدارس ومكان العمل إلى تسليط الضوء على أهمية الوعي بالتنمر وبمقتضى الحال دعت الحاجة إلى وسائل لمكافحة مثل هذه الحوادث إلى انتشار فن الدفاع اللفظي عن النفس. واليوم أصبح عدد من يقدمون أنفسهم على أنهم خبراء في فن الدفاع اللفظي عن النفس ويعرضون خدمات تدريب للأفرد والشركات سواء على شبكة الانترنت أو خارجها في تزايد مستمر بوصفها أحد وسائل مكافحة التنمر في المدرسة والعمل وعبر الإنترنت.

### التنمر في مكان العمل
ومع ازدياد مستوى الوعي بالتنمر في مكان العمل، فقد أصبح من الضرورة بمكان أن تحرص الشركات والمؤسسات على تلبية متطلبات العناية اللازمة فيما يتعلق بالمحافظة على بيئة عمل آمنة، بل وحتى أنه قد بلغ الأمر بقوانين الولايات المتحدة الأمريكية والقوانين الدولية أن تعد التنمر في مكان العمل شكلا منفردا من أشكال التحرش. واليوم بات أمرا شائعا في المؤسسات تقريبا في جميع القطاعات حول العالم أن يتم تقديم ورشات تدريبية للموظفين والعاملين فيها معدّة لتناول مشكلة التنمر في مكان العمل والتقليل من الآثار المترتبة عليها إلى الحد الأدنى.

### التنمّر في المدرسة
لقد تزايد التشديد على ضرورة إيقاف أعمال التنمر في ساحات المدارس منذ حادثة إطلاق النار في ثانوية كولومباين حيث شرعت الكثير من المؤسسات التعليمية حول العالم في تنفيذ حملات ضد التنمر لاقت نجاحا كبيرا.ومن الشائع في كل حملة من هذه الحملات أن يتم التطرّق إلى أسلوب واحد على الأقل من أساليب التصدي للتنمر والتي تتناول على وجه الخصوص ضرورة قول ضحايا التنمر شيء ما من أجل الدفاع عن أنفسهم لفظيا.

### التنمر عبر الإنترنت
يعنى الدفاع اللفظي عن النفس في صورته الكتابية بمفهوم التنمر عبر الإنترنت الذي يتناول الرسائل العدائية والجارحة التي تُنشر على مواقع التواصل الاجتماعي كالفيسبوك facebook وماي سبيس MySpace علاوة على المنتديات الالكترونية ومواقع الدردشة. ومع التحقيقات الجارية في البوليسايدbullycide (الانتحار الناتج عن الاكتئاب بسبب التنمر، لا سيما الأطفال) والتوصل إلى – أكثر من أي وقت مضى- العلاقة المباشرة بينها وبين تنمر زملاء الفصل على الضحية، دعت الحاجة إلى مهارات الدفاع اللفظي عن النفس للمراهقين إلى تدوين عدد من الكتب الحديثة التي تعالج هذا الموضوع على وجه الخصوص.

## مساهمون مؤثرون
هناك العدين من الأشخاص الذين أسهموا إسهاما كبيرا في مجال الدفاع اللفظي عن النفس من بينهم أشخاص كان لهم السبق في تعزيز أهمية الدفاع اللفظي عن النفس، وآخرون ابتكروا تقنيات جديدة في أساليب الدفاع عن النفس، إلى جانب مدربين مشهورين ومعترف بهم دوليا.
•	سوزيت هادن إلجن (1936-2015): مؤلّفة كتاب الفن السهل في الدفاع اللفظي عن النفس (The Gentle Art of Verbal Self-Defense) وكانت من أوائل من استخدم هذا المصطلح، وهي ترى الدفاع اللفظي عن النفس يتصدى لأنواع العنف اللفظي الثمانية الأكثر شيوعا، بالإضافة إلى تغيير مجرى وتخفيف حدة مواجهة كلامية محتملة.
•	جورج تومبسون ((George Thompson (1941-2011): هو مؤلف كتاب الجودو اللفظي جودو. اهتمّ بشرح كيفية تطبيق تقنيات التلطيف والتخفيف من حدة الصراع في الكلام التي يلجأ إليها ضباط الشرطة المدرّبين تدريبا مهنيا. كما كان أحد الخبراء الرائدين في أساليب الدفاع اللفطي عن النفس وتدريب وكالات إنفاذ القانون حول العالم.
•	دانيل سكوت Daniel Scott : مؤلف كتاب الدفاع اللفظي عن النفس في مكان العمل Verbal Self Defense For the Workplace قام مؤخرا بدمج مفاهيم الدفاع اللفظي عن النفس والأنماط اللغوية في البرمجة اللغوية العصبية للخروج بفن جديد من فنون الدفاع اللفظي عن النفس. ويتضمن نموذجه الجديد للدفاع اللفظي عن النفس ذو الست خطوات جميع العناصر الأساسية اللازمة ليدفع الناس عن أنفسهم أذى المتنمرين والعدوانيين في مكان العمل أو أي مكان آخر.